# Calpocalyx cauliflorus
Calpocalyx cauliflorus là một loài rau đậu thuộc họ Fabaceae.
Loài này có ở Cameroon và Nigeria.